# Âm cực quang

Diễn giải hiệu ứng quang điện

Âm cực quang hay Photocathode là một điện cực tích điện âm có phủ một lớp hợp chất cảm quang, khi có một lượng tử ánh sáng (photon) có năng lượng đủ lớn đập vào thì năng lượng hấp thụ gây ra phát xạ điện tử theo hiệu ứng quang điện.
Nó là thành phần chủ chốt trong dụng cụ phát hiện ánh sáng như đèn nhân quang điện (photomultiplier) hoặc đèn quang (phototube).

## Nguyên lý hoạt động
Hiệu ứng quang điện do nhà khoa học Heinrich Hertz tìm ra, và đôi khi người ta gọi hiệu ứng này là Hiệu ứng Hertz.
Đây là một hiện tượng điện - lượng tử, trong đó các điện tử khi hấp thụ năng lượng từ photon trong ánh sáng thì làm nguyên tử chuyển sáng trạng thái kích thích và electron thoát khỏi nguyên tử. 
- Nếu electron còn trong khối vật chất thì gọi là quang điện trong.
- Sử dụng hợp chất cảm quang có công thoát electron thấp thì electron bật ra khỏi photocathode.[2].

Các điện cực được bố trí có hình dạng và vị trí thích hợp, và đặt trong ống đèn chân không cao, cùng với điện trường sẽ hướng các electron phát xạ di chuyển về anode hoặc dynode, tạo ra dòng điện.

## Vật liệu cảm quang
Các vật liệu cảm quang photocathode có đáp ứng khác nhau với các vùng phổ. Các vật liệu phổ biến nhất :
- Ag-O-Cs: (Còn gọi là S1) chế độ phát xạ, nhạy cảm 300-1200 nm. Dòng tối cao; sử dụng chủ yếu trong vùng hồng ngoại gần, với photocathode cần làm mát.
- GaAs:Cs: arsenua galli kích hoạt bằng cesi. Đáp ứng bằng phẳng 300-850 nm, mờ dần về phía cực tím và 930 nm.
- InGaAs:Cs: arsenua indi galli kích hoạt bằng cesi. Độ nhạy hồng ngoại cao hơn loại GaAs:Cs. Trong dải 900-1000 nm có nhiều đoạn với tỷ lệ tín hiệu/nhiễu cao hơn Ag-O-Cs.
- Sb-Cs: (Còn gọi là S11) antimon kích hoạt bằng cesi. Được sử dụng cho photocathode chế độ phản xạ. Đáp ứng thay đổi từ tia cực tím đến vùng nhìn thấy. Sử dụng rộng rãi.
- Bialkali (Sb-K-Cs, Sb-Rb-Cs): antimon-rubidi hoặc antimon-kali kích hoạt bằng cesi. Tương tự như Sb:Cs, với độ nhạy cao hơn và tiếng ồn thấp. Có thể được sử dụng ở chế độ phát xạ. Đáp ứng rất tốt với nhấp nháy (scintillator) NaI:Tl, nên được sử dụng rộng rãi trong quan sát phổ gamma và phát hiện phóng xạ.
- Bialkali nhiệt độ cao (Na-K-Sb): có thể hoạt động lên đến 175 °C, được sử dụng trong môi trường nhiệt độ cao. Dòng tối thấp ở nhiệt độ phòng.
- Multialkali (Na-K-Sb-Cs): (Còn gọi là S20) Đáp ứng phổ rộng từ vùng tử ngoại đến hồng ngoại gần; chế biến cathode đặc biệt có thể mở rộng phạm vi đến 930 nm. Được sử dụng trong quang phổ băng rộng.
- Solar-mù (Cs-Te, Cs-I): nhạy cảm với tia cực tím. Không nhạy cảm với ánh sáng nhìn thấy và hồng ngoại (Cs-Te cắt ở 320 nm, Cs-I tại 200 nm).

## Sử dụng
Trong nhiều năm, photocathode là biện pháp duy nhất chuyển ánh sáng thành một dòng điện tử. Do đó nó là yếu tố then chốt trong các thiết bị quang điện tử, chẳng hạn như đèn camera truyền hình cổ như Orthocon và Vidicon.
Các đèn quang (Phototube) đơn giản được sử dụng để phát hiện chuyển động và đếm. Chúng cũng dùng cho đọc đường ghi âm thanh trên phim nhựa. Sự phát triển gần đây của các linh kiện bán dẫn như photodiode đã làm giảm việc sử dụng các photocathode.
Ngày nay photocathode dùng trong việc phát hiện lượng sáng cực nhỏ, cỡ một hay vài photon như ở Đèn nhân quang điện. Nó cũng dùng trong môi trường có nhiệt độ cao mà linh kiện bán dẫn không chịu đựng nổi.